# Vlassis G. Rassias
Vlassis G. Rassias (în greacă Βλάσης Γ. Ρασσιάς; n. 22 aprilie 1959, Atena, Regatul Greciei – d. 7 iulie 2019, Atena, Grecia) a fost scriitor, editor, lider și activist grec. 

## Biografie
Rassias s-a născut in Atena în 1959 și a obținut o diplomă de la Universitatea de Economie și Afaceri din Atena . A fost implicat în cultura alternativă și a fondat revistele Speak Out (1979), Anoichtí Póli ( Open City, 1980 - 1993) și Diépetés ( Trimis de Zeus 1991-2012) și a publicat revista de artă Einai Ávrio ( It's Tomorrow ) din 1983 până în 1986. 
Începând cu sfârșitul anilor 1970, el a fost angajat în promovarea si apararea drepturilor popoarele indigene și ambiția lor de a-și păstra tradițiile și demnitatea națională. El s-a concentrat inițial pe popoarele indigene din America, dar în cele din urmă pe patrimoniul din Grecia antică .  Potrivit lui Rassias, el a devenit critic al creștinismului ca adolescent în 1976, în timpul unui incident în care un călugăr creștin a folosit un baros pentru a distruge organele genitale ale unei replici a unei statui antice a lui Poseidon la intrarea în Ministerul Educației .  În 1997 a co-fondat Consiliul Suprem al Elenilor Etnici, o organizație non-profit, al cărei scop principal este protejarea și restaurarea religiei etnice grecești în societatea greacă contemporană. A condus organizația ca secretar general pentru restul vieții. În 2017 a fost recunoscută oficial de guvernul grec, care a acordat credincioșilor eleni dreptul de a se închina în mod deschis, de a construi temple, de a face căsătorii și de a se înmormânta și de a-și scrie credințele religioase pe certificatele de naștere.  În 1998 a participat și la înființarea Congresului Mondial al Religiilor Etnice . 
A scris 21 de cărți de istorie și eseuri, dintre care 17 despre Grecia antică. De asemenea, el a scris un dicționar filosofic și două colecții de poezie. O temă centrală în cărțile sale este că societățile moderne trebuie să treacă printr-o nouă iluminare, similară iluminării din Europa în secolul al XVIII-lea, care ar trebui să permită fiecărei națiuni să se exprime prin propria tradiție.  El a considerat că vechea perspectivă grecească este atemporală și credea că redescoperirea acesteia este cel mai bun mod de a susține auto-determinarea într-o societate. El a plasat perspectiva antică greacă în opoziție totală cu Ortodoxia Greacă și Imperiul Bizantin .  El a arătat, de asemenea, o afinitate deosebită pentru școala filosofică a stoicilor . 

## Legături externe
- Textele lui Vlassis Rassias traduse în engleză